# Montrove

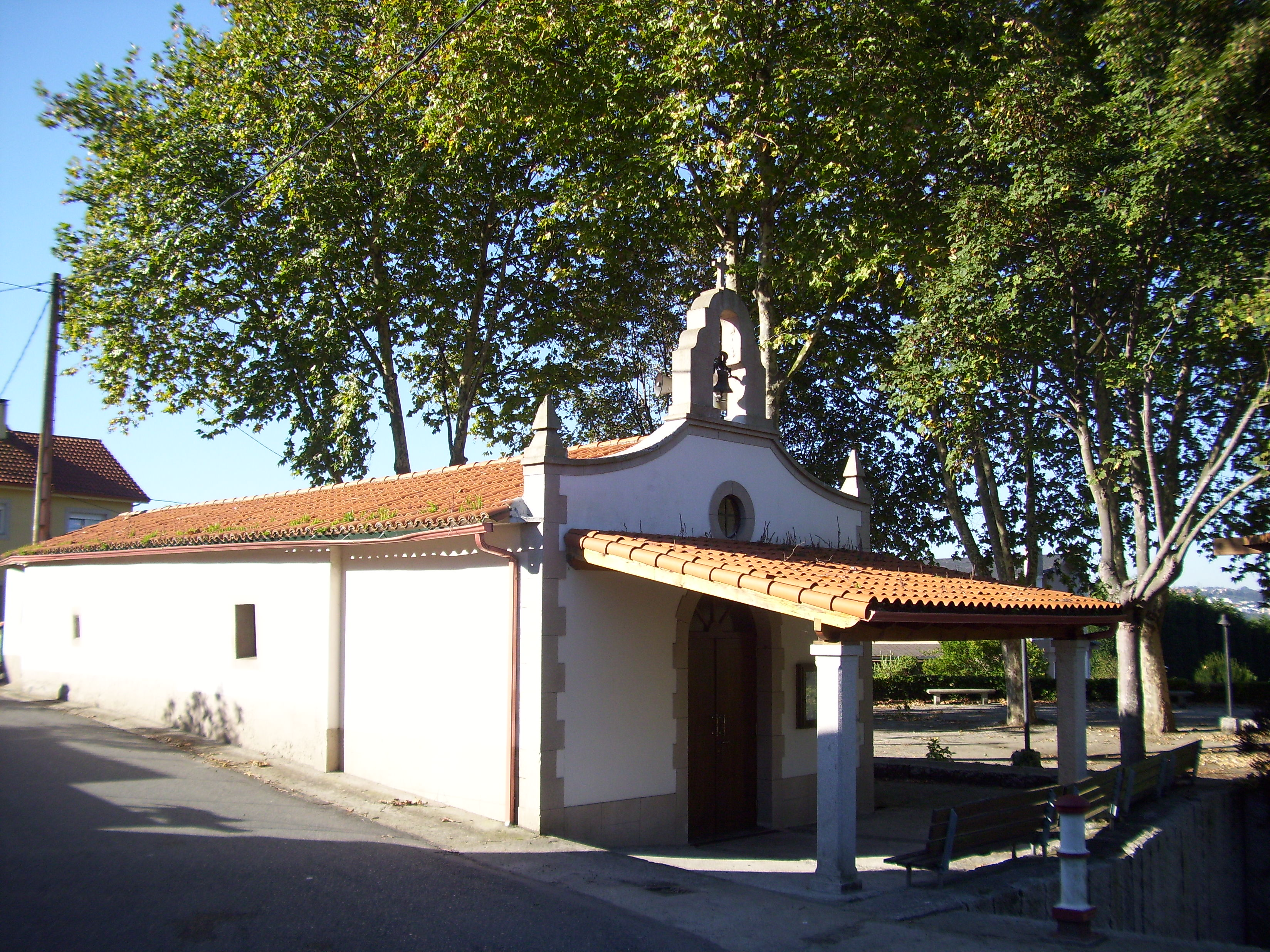
Capella de San Paio

Montrove és una localitat del municipi d'Oleiros, a la província de la Corunya. Pertany a la parròquia de Liáns. El 2012 tenia una població de 1.442 habitants segons l'IGE.
La localitat té diverses urbanitzacions i un parc-jardí que antigament va pertànyer a una casa senyorial. A prop d'aquests jardins es va produir un accident aeri el 13 d'agost de 1973, quan el vol 118 d'Aviaco que es dirigia a l'aeroport d'Alvedro es va estavellar sense que hi hagués supervivents.